# Калинин, Анатолий Тимофеевич
Анатолий Тимофеевич Калинин (р. 21 ноября 1939, Шуя) — советский и российский исследователь, изобретатель и коллекционер головоломок и артефактов. Автор статей и книг о головоломках, оптических иллюзиях в живописи.

## Биография
Анатолий Калинин родился 21 ноября 1939 года в старинном русском городе Шуя. В детства увлёкся разгадыванием и созданием головоломок, которые публиковались на страницах журналов для детей. Окончил школу в Шуе, после чего закончил МИРЭА (Московский институт радиотехники электроники и автоматики). Работал инженером в вычислительном центре ГНЦ РФ ФГУП НАМИ. Затем, возглавлял вычислительный центр ЦНИИЭП жилища, где работал до завершения своей профессиональной карьеры.
В середине 1970-х годов начал заниматься созданием головоломок. В Советском Союзе за всё время существования патентного права заявка на патент игрушки-головоломки, поданная Анатолием Калининым в 1980 году, была первой, получившей авторское свидетельство SU997702A1. Головоломка состояла из переплетённых колец, а её цель заключалась в том, чтобы найти единственное кольцо-ключ, отцепив который, можно было освободить все кольца. Задача имела единственное решение. Развивая эту тему, Калинин написал и опубликовал свою первую статью «Эта удивительная вязь колец…», напечатанную физико-математическим журналом для школьников «Квант».
Затем следует серия публикаций, посвящённых головоломкам в журналах «Наука и жизнь», «Юный техник», «Семья и школа», «Математика в школе» и «Культура и трезвость».
В конце 1980-х — начале 1990-х годов в Ленинграде Владимир Николаевич Белов организовал издание трёх книг о головоломках: «Игра? Игра!», «В лабиринтах игр и головоломок» и «Калейдоскоп головоломок», в написании которых Анатолий Тимофеевич участвовал. С коллегой по журналу «Квант» В. Н. Дубровским, Калинин написал книгу «Математические головоломки», и в 1990 году была издана её первая часть: «До и после кубика Рубика». Выходу в свет второй части — «Семья кубика Рубика» — помешала перестройка.
В 1993 году при активном участии Анатолия Калинина и Татьяны Матвеевой, российские изобретатели и коллекционеры головоломок объединились в клуб «Диоген». С этого времени члены клуба часто являются участниками международных съездов любителей головоломок по всему миру.
Головоломка А. Калинина «Шаркунок» вошла в авторитетную международную энциклопедию головоломок историка Джерри Слокама «101 классическая и современная головоломка», об этой книге математик Мартин Гарднер сказал: «Эта книга станет классикой на десятилетия».
В 2000 году Анатолий Тимофеевич выходит на пенсию и полностью отдаётся написанию книг. Несколько лет Анатолий Калинин занимается исследованием и собиранием сосудов с секретами. Результатом этой работы стала книга «Русские и зарубежные сосуды с секретами». Автор книги опубликовал свой труд под свободной лицензией, разрешая любое использование материалов книги для бесплатных публикаций.
Анатолий Калинин собрал самую большую в мире коллекцию русских сосудов с секретами, сейчас она передана в Краеведческий музей города Шуи Ивановской области. «Уникальной частью коллекции являются „евлогии в бутылках“ — композиций на христианские темы, помещенные в сосуды. В Шуе находится вторая по величине музейная коллекция „евлогий в бутылках“ в России».
Неоднократно представлял Россию на международных симпозиумах посвященным головоломкам, например, в 16th International Puzzle Party (IPP) in Luxembourg 1997. The 120 contestants represented 24 countries. There were two other Russians beside Vladimir Krasnoukhov also Anatoli Kalinin.
В 2011 году издается книга Анатолия Калинина «Видение тайны. Загадочные картины в прошлом и настоящем». Это первая книга на русском языке, посвящённая не только зарубежным, но и русским картинам и объектам с секретами в мировом искусстве. В ней рассказывается о зрительных загадках, спрятанных художниками в живописных полотнах, гравюрах и рисунках. Этот жанр исследуемый А. Т. Калининым существует в мировом искусстве несколько веков. В книге собрано более 500 картин и объектов. «Обманное» искусство — привлекательный для зрителей, но трудный для художников жанр живописи, требующий от тех и других изощрённой работы ума. Загадочные изображения достаточно трудно найти в музеях и картинных галереях, они остаются малоизвестной частью изобразительного искусства, что и явилось одной из главных причин написания книги.
Анатолий Тимофеевич продолжает заниматься разработкой и созданием головоломок. Для ежегодных встреч и съездов любителей головоломок международного, всероссийского и прочих уровней Анатолий Тимофеевич создаёт различные головоломки, нередко своими руками и из подручных материалов.
Анатолий Калинин входит в международную элиту изобретателей головоломок наряду с «Rodolfo Kurchan, Nevzat Erkmen, Bob Kirkland, Oleg Polubasov, Harry Nelson, Nick Baxter, Ed Pegg Jr., Kate Jones».

## Изобретения
- Устройство для считывания графической информации Авторы: Калинин Анатолий Тимофеевич, Черторогов Георгий Паисьевич. Цель изобретения — повышение надёжности устройства.[11]
- Каретка для устройства считывания и регистрации графической информации. Авторы: Калинин Анатолий Тимофеевич, Котов Юрий Владимирович. Изобретение относится к вычислительной технике и может быть использовано в устройствах для считывания и регистрации графической информации. Цель изобретения — повышение точности работы каретки устройства.[12]
- Головоломка «Кольцевязь». Изобретение относится к — настольным играм. Целью изобретения является повышение занимательности.[3][13]
- Головоломка «8 марта». Изобретение относится к комнатным играм для одного лица. Целью настоящего изобретения является повышение игрового эффекта головоломки.[14]
- Головоломка «Причеши ежа». Изобретение относится к играм-головоломкам. Цель изобретения — повышение занимательности и развития пространственного воображения и зрительной памяти.[15]
- Головоломка «Пей, да не лей»-1. Головоломка относится к развлекательным играм и может быть использована для развлечений или изучения физических законов. Задача, которую ставил автор изобретения, заключается в повышении занимательности головоломки благодаря большей сложности её решения и расширении познавательной полезности игры, использовании головоломки при изучении законов физики сообщающихся сосудов и действия сифона.[16]
- Головоломка «Браслет». Изобретение относится к играм, в частности к головоломкам, и может быть использовано при проведении различных конкурсов, соревнований, а также на досуге в кругу семьи. Недостатком известной головоломки является её низкая занимательность. Задачей заявленного изобретения является создание головоломки, в которой простота конструкции сочетается с повышением её занимательности.[17]

## Видео
- Интервью Анатолия Тимофеевича Калинина о механических головоломках для программы «Под знаком П» 1995 год.
- Умные игры Владимира Красноухова mediametrics.ru от 7 ноября 2018 с 25 минуты видео о ведущих изобретателях головоломок об Анатолии Калинине, Ирине Новичковой и Н. И. Авилове.
- Интервь Анатолия Тимофеевича Калинина с гончарами о сосудах с секретами «Напейся не облейся» Сосуд с секретом Напейся не облейся Обзор Анатолий Тимофеевич Калинин Волшебство керамики

## Статьи
- Калинин А. Эта удивительная вязь колец. Журнал «Квант» № 9, 1981
- Калинин А. Причеши ежа. Журнал «Квант» № 4, 1982
- Калинин А. Африканская головоломка. Журнал «Квант» № 8, 1985
- Калинин А. Новая головоломка Рубика. Журнал «Юный техник» № 6, 1984
- Анатолий Калинин. «Сначала был только кубик» (О «Кубике Рубика»). Журнал «Наука и Жизнь» № 9, 1984
- Калинин А. Кубик-змея. Журнал «Юный техник» № 3, 1985
- Калинин А. «Рубиновая звезда». Журнал «Юный техник» № 5, 1985
- Калинин А. Что внутри кубика?. Журнал «Юный техник» № 12, 1985
- Вакарелов Д., Калинин А. Превращения головоломки адмирала Макарова. Журнал «Квант» № 7, 1990
- Математические головоломки. Выпуск 1. До и после кубика Рубика | Дубровский Владимир Натанович, Калинин Анатолий Тимофеевич. М., «Знание» 1990
- Дубровский В., Калинин А. Четыре головоломки с одной идеей (недоступная ссылка). Журнал «Квант» № 11, 1990
- Дубровский В., Калинин А. Новости кубологии. Журнал «Квант» № 11, 1992
- Το ετήσιο πανηγύρι σπαζοκεφαλιών (Ежегодный пазл-фестиваль). Anatoly Kalinin. Περιοδικό Quantum, 1993 τόμος 1 — τεύχος 3
- "Flexland Revisited? (new forms of «flexlife»), Alexander Panov and Anatoly Kalinin, Jul/Aug93, p64 National Science Teachers Association (NSTA) and Springer-Verlag. New York.
- «The annual puzzle party» by Anatoly Kalinin. Quantum. Jul/Aug 1994. Springer International. New York.
- Μια γιορτή έξυπνων ανθρώπων (Праздник умных людей). Anatoly Kalinin. Περιοδικό Quantum, 1995 τόμος 2 — τεύχος 5
- «A party of wise guys» by Anatoly Kalinin. Quantum. July/August 1995. Springer International. New York.
- Калинин А. Сцепленные карандаши. Журнал «Квант» № 4, 1997
- Калинин А. Сосуды с секретами. Журнал «Наука и Жизнь» № 4, 2000
- Калинин А. С русской головоломкой в Америку. Журнал «Наука и Жизнь» № 12, 2000
- Калинин А. Загадка бронзового таза. Журнал «Наука и Жизнь» № 1, 2001
- Калинин А. Волшебное зеркало из далекого прошлого. Журнал «Наука и Жизнь» № 4, 2001
- Калинин А. Японские головоломки. Журнал «Наука и Жизнь» № 12, 2001
- Калинин А. Октаэдр из шести углов. Журнал «Квант» № 1, 2002
- Калинин А. Золотая цепь. Журнал «Квант» № 2, 2002
- Калинин А. Две спирали. Журнал «Квант» № 3, 2002
- Калинин А. Головоломка для активистов «Гринписа». Журнал «Квант» № 4, 2002
- Калинин А. Напейся, но не облейся Архивная копия от 15 июня 2009 на Wayback Machine. Журнал «Наука и Жизнь» № 6, 2002
- Калинин А. Путешествие за головоломками. Журнал «Наука и Жизнь» № 12, 2002
- Калинин А. Пять «головоломных» дней в Америке. Журнал «Наука и Жизнь» № 12, 2003
- Калинин А. Невидимое — видимое. Журнал «Наука и Жизнь» № 2, 2005
- Калинин А. «Картины-оборотни и их герои». Журнал «Наука и Жизнь» № 3, 2005 год
- Калинин А. «Загадочные картины: двоевизоры и троевизоры». Журнал «Наука и Жизнь» № 4, 2005 год
- Калинин А. Спор головоломок «Хельсинки — Санкт-Петербург». Журнал «Наука и Жизнь» № 11, 2005 год
- Калинин А. Словесные портреты. Журнал «Наука и Жизнь» № 9, 2006
- Калинин А. Зеркальный образ. Журнал «Наука и Жизнь» № 12, 2006
- Калинин А., Хромов О. Единою чертой. Журнал «Наука и Жизнь» № 2, 2007
- Калинин А. Двуликий Янус. Журнал «Наука и Жизнь» № 5, 2007
- Калинин А. Прогулка в облака. Журнал «Наука и Жизнь» № 2, 2008
- Калинин А. Кто прячется за пятнами?. Журнал «Наука и Жизнь» № 4, 2008
- Калинин А. «Ищите женщину — Cherchez la femme». Журнал «Наука и Жизнь» № 3, 2009
- Игорь Лаговский. «Благородных упражнений изустные преданья…» Интеллектуальные игры и головоломки. Предисловие А. Т. Калинина. М., «Наука и жизнь» 2013